# Kazimír Gajdoš
Kazimír Gajdoš (28 de março de 1934 – 8 de novembro de 2016) foi um futebolista eslovaco, que atuava como atacante.

## Carreira
Kazimír Gajdoš fez parte do elenco da Seleção Tchecoslovaca de Futebol que disputou a Copa do Mundo de 1954.